# John Guillermin
John Guillermin (* 11. November 1925 in London; † 27. September 2015 in Topanga, Kalifornien) war ein britischer Filmregisseur, Filmproduzent und Drehbuchautor. Er war vor allem in den 1970er Jahren mit Unterhaltungsfilmen wie Flammendes Inferno oder Tod auf dem Nil erfolgreich, bei denen zahlreiche internationale Stars mitwirkten.

## Leben
John Guillermin gab sein Debüt als Spielfilmregisseur 1949 mit der Komödie High Jinks in Society. Im selben Jahr verfasste er auch sein erstes Drehbuch zu Melody in the Dark. Zu seinen bekanntesten Arbeiten zählen Schüsse in Batasi, Die Brücke von Remagen und King Kong. Für die Verfilmung von Tod auf dem Nil, nach dem gleichnamigen Roman von Agatha Christie, wurde er 1980 mit dem Evening Standard British Film Award ausgezeichnet. Zu seinen weiteren Regiearbeiten zählt der 1975 mit drei Oscars in den Kategorien Bester Filmschnitt, Beste Kamera und Bester Originalsong ausgezeichnete Katastrophenfilm Flammendes Inferno mit Paul Newman und Steve McQueen in den Hauptrollen.

### Privatleben
Guillermin war zweimal verheiratet. Die Ehe mit der Schauspielerin Maureen Connell wurde nach 40 Jahren geschieden, mit seiner zweiten Ehefrau war er bis zu seinem Tod (16 Jahre lang) verheiratet. John Guillermin starb am 27. September 2015 im kalifornischen Topanga im Alter von 89 Jahren an einem Herzinfarkt. Er hinterließ neben seiner Frau seine Tochter und eine Enkeltochter.

## Filmografie (Auswahl)
- 1949: High Jinks in Society
- 1954: Shop Spoiled
- 1954: Adventure in the Hopfields
- 1956: Eine Stadt steht vor Gericht (Town on Trial)
- 1956: Im Sturm der Leidenschaft (Thunderstorm)
- 1958: Besuch um Mitternacht (The Whole Truth)
- 1958: Ich war Montys Double (I Was Monty’s Double)
- 1959: Tarzans größtes Abenteuer (Tarzan’s Greatest Adventure)
- 1959: Bankraub des Jahrhunderts (The Day They Robbed the Bank of England)
- 1960: Der Marder von London (Never Let Go)
- 1961: Walzer der Toreros (Waltz of the Torreadors)
- 1962: Tarzan erobert Indien (Tarzan Goes to India)
- 1964: Schüsse in Batasi (Guns at Batasi)
- 1965: Irrwege der Leidenschaft (Rapture)
- 1966: Der blaue Max (The Blue Max)
- 1967: Der Gnadenlose (P.J.)
- 1967: Jedes Kartenhaus zerbricht (House of Cards)
- 1969: Die Brücke von Remagen (The Bridge at Remagen)
- 1970: El Condor
- 1972: Shaft in Afrika (Shaft in Africa)
- 1972: Endstation Hölle (Skyjacked)
- 1974: Flammendes Inferno (The Towering Inferno)
- 1976: King Kong
- 1978: Tod auf dem Nil (Death on the Nile)
- 1984: Sheena – Königin des Dschungels (Sheena – Queen of the Jungle)
- 1986: King Kong lebt (King Kong Lives)
- 1988: Der gnadenlose Jäger (The Tracker)